# (4030) Archenhold
(4030) Archenhold ist ein Hauptgürtelasteroid, der am 2. März 1984 von Henri Debehogne von der Europäischen Südsternwarte aus entdeckt wurde.
Der Asteroid wurde nach dem deutschen Astronomen Friedrich Simon Archenhold (1861–1939) benannt. Er entwickelte den längsten Refraktor der Welt mit einer Brennweite von 21 m.